# 程村乡
程村乡，是中华人民共和国广西壮族自治区柳州市三江侗族自治县下辖的一个乡镇级行政单位。

## 行政区划
程村乡下辖以下地区：
大树村、头坪村和泗里村。